# Annette Gerritsen
Annette Albertine Gerritsen (Ilpendam, 11 de octubre de 1985) es una deportista neerlandesa que compitió en patinaje de velocidad sobre hielo.
Participó en dos Juegos Olímpicos de Invierno, en los años 2006 y 2010, obteniendo una medalla de plata en Vancouver 2010, en la prueba de 1000 m.
Ganó dos medallas de bronce en el Campeonato Mundial de Patinaje de Velocidad sobre Hielo en Distancia Individual de 2008 y dos medallas en el Campeonato Mundial de Patinaje de Velocidad sobre Hielo en Distancia Corta, plata en 2011 y bronce en 2008.

## Palmarés internacional
| Juegos Olímpicos                           | Juegos Olímpicos          | Juegos Olímpicos  | Juegos Olímpicos      |
| Año                                        | Lugar                     | Medalla           | Prueba                |
| ------------------------------------------ | ------------------------- | ----------------- | --------------------- |
| 2010                                       | Vancouver (Canadá)        | Medalla de plata  | 1000 m                |
| Campeonato Mundial en Distancia Individual |                           |                   |                       |
| Año                                        | Lugar                     | Medalla           | Prueba                |
| 2008                                       | Nagano (Japón)            | Medalla de bronce | 500 m                 |
| 2008                                       | Nagano (Japón)            | Medalla de bronce | 1000 m                |
| Campeonato Mundial en Distancia Corta      |                           |                   |                       |
| Año                                        | Lugar                     | Medalla           | Prueba                |
| 2008                                       | Heerenveen (Países Bajos) | Medalla de bronce | Clasificación general |
| 2011                                       | Heerenveen (Países Bajos) | Medalla de plata  | Clasificación general |